# Yamaha XJR 1300
Yamaha XJR 1300 je model motocyklu kategorie naked bike, vyvinutý firmou Yamaha, vyráběný od roku 1998. Jeho předchůdcem je model Yamaha XJR 1200, vyráběný v letech 1993–1998, kdy byl použit vzduchem a olejem chlazený čtyřválcový motor používaný u modelu Yamaha FJ 1200. V roce 1998 byl jeho objem motoru zvýšen z 1188 cm³ na 1251 cm³ a motocykl je dále označován jako XJR 1300. Do roku 2002 byla prodávána verze SP, která byla vybavena stavitelnými tlumiči pérování a pestrým lakem. V roce 2006 byly karburátory nahrazeny vstřikováním a čtveřice výfuků byla svedena do jedné koncovky. Pouze pro Japonsko se vyráběl i model Yamaha XJR 400.
Konkurenci mezi klasickými velkoobjemovými naháči představuje především Suzuki GSX 1400 a částečně Kawasaki ZRX 1200, která je však pro pohodové ježdění o dost ostřejší.
Předností motocyklu je pružný motor a klasický vzhled, nevýhodou naopak měkká přední vidlice, vyšší spotřeba a pouze pětistupňová převodovka.

## Technické parametry
- Rám:
- Suchá hmotnost: 224 kg
- Pohotovostní hmotnost:
- Maximální rychlost:
- Spotřeba paliva: